# 滇南木姜子
滇南木姜子（学名：Litsea garrettii）为樟科木姜子属下的一个种。